# Russell Martin
Russell Nathan Jeanson Coltrane Martin, Jr. (ur. 15 lutego 1983) – kanadyjski baseballista, który występował na pozycji łapacza.

## Przebieg kariery
Martin został wybrany w 17. rundzie draftu w 2002 roku przez Los Angeles Dodgers i początkowo występował w klubach farmerskich tego zespołu, między innymi w Las Vegas 51s, reprezentującym poziom Triple-A. W Major League Baseball zadebiutował 5 maja 2006 w meczu przeciwko Milwaukee Brewers, w którym zdobył dwa uderzenia i zaliczył dwa RBI.
21 kwietnia 2007 w spotkaniu z Pittsburgh Pirates zdobył zwycięskiego, pierwszego w karierze grand slama. W tym samym roku został pierwszym kanadyjskim łapaczem, którego wybrano do pierwszego składu na Mecz Gwiazd. W 2009 był w składzie drużyny narodowej na turnieju World Baseball Classic.
W 2011 przeszedł do New York Yankees, w którym występował przez dwa sezony. W listopadzie 2012 podpisał dwuletni kontrakt z Pittbsurgh Pirates, zaś w listopadzie 2014 pięcioletnią umowę wartą 82 miliony dolarów z Toronto Blue Jays. W sezonie 2019 grał w Los Angeles Dodgers.

## Nagrody i wyróżnienia
| Nagroda/wyróżnienie  | Lata                   | Źródło |
| 4× All-Star          | 2007, 2008, 2011, 2015 | [ 3 ]  |
| Gold Glove Award     | 2007                   | [ 11 ] |
| Silver Slugger Award | 2007                   | [ 12 ] |
| Tip O’Neill Award    | 2007                   | [ 13 ] |